# Bandl-Ring
Der Bandl-Ring, auch Bandl-Kontraktionsring, Bandl-Wulst, Bandl-Furche oder Bandl’sche Schnürfurche genannt, wurde 1875 von Ludwig Bandl (1842–1892), einem österreichischen Gynäkologen und Geburtshelfer, zuerst berichtet und 1876 publiziert. Es handelt sich dabei um einen muskulären Ring, der durch die Kontraktur des oberen Uterussegments in der Schwangerschaft auftritt und häufig auch durch die Bauchdecke zu sehen ist. Das Emporsteigen des Bandl-Rings zeigt, was Bandl noch nicht erkannt hatte, eine drohende Uterusruptur (Gebärmutterzerreißung) an.